# Nunziatura apostolica in Portogallo
La nunziatura apostolica in Portogallo, storicamente nota come nunziatura di Lisbona, è la rappresentanza diplomatica permanente della Santa Sede in Portogallo, con residenza nella capitale Lisbona. La nunziatura è retta da un diplomatico, detto "nunzio apostolico in Portogallo", che ha il rango di ambasciatore e il titolo di arcivescovo.

## Storia
Le origini della nunziatura apostolica in Portogallo si fanno risalire alla fine del Quattrocento quando venne nominato il primo nunzio apostolico nella persona di Giusto Baldini, contestualmente vescovo di Ceuta. Una nunziatura permanente a Lisbona si ebbe solo con la nomina di Martino del Portogallo nel 1527.
Successivamente la nunziatura apostolica ha seguito le vicende nazionali con la relativa soppressione durante il periodo dell'annessione del Portogallo al regno di Spagna (1580-1640). Durante questo periodo, la nunziatura portoghese venne soppressa; la Santa Sede era rappresentata a Lisbona da un collettore apostolico, incaricato primariamente di raccogliere le tasse pontificie, ma de facto con poteri di nunzio nella sfera spirituale. La nunziatura venne ristabilita nel 1670.
Le relazioni diplomatiche fra Roma e Lisbona furono interrotte nei periodi 1728-1732, 1761-1769, 1834-1842 e 1910-1918; in questi periodi Roma era rappresentata da un collettore apostolico o da un incaricato d'affari.

## Lista dei nunzi apostolici
- Giusto Baldini, O.S.B. † (12 febbraio 1481 - dopo il 26 aprile 1493 deceduto)
- Antonio Pucci † (29 maggio 1514 - 29 maggio 1515)
- Manuel de Noronha † (1518)
- Martino del Portogallo † (1527 - 1529)
- Marco Vigerio della Rovere † (1532 - 1536)
- Girolamo Recanati Capodiferro † (24 dicembre 1536 - 22 dicembre 1539 nominato tesoriere generale della Camera Apostolica)
- Ferdinando Vasconcellos de Menezes † (20 dicembre 1538 - 1542 ?)
- Luigi Lippomano † (21 maggio 1542 - 27 giugno 1544)
- Giovanni Ricci † (27 giugno 1544 - 4 marzo 1550)
- Pompeo Zambeccari † (4 marzo 1550 - 6 luglio 1560 dimesso)
- Prospero Santacroce † (6 luglio 1560 - 10 maggio 1561 nominato nunzio apostolico in Francia)
- Giovanni Campeggi † (10 maggio 1561 - 17 settembre 1563 deceduto)
  - Flaminio Donato di Aspra † (1563 - 1574) (collettore)
  - Giovanni Andrea Caligari † (16 ottobre 1574 - 10 luglio 1577) (collettore)
  - Roberto Fontana † (10 luglio 1577 - novembre 1578) (collettore)
- Alessandro Frumento † (12 novembre 1578 - 15 aprile 1580)
  - Alessandro Riario † (15 aprile 1580 - 9 febbraio 1583) (collettore)
  - Roberto Fontana † (9 febbraio 1583 - 1584 deceduto) (collettore)
  - Alfonso Visconti † (14 maggio 1584 - 1586) (collettore)
  - Muzio Bongiovanni † (22 febbraio 1586 - 1588) (collettore)
  - Giovanni Battista Biglia † (25 agosto 1588 - 1592) (collettore)
  - Fabio Biondi † (1º ottobre 1592 - 15 ottobre 1596) (collettore)
  - Ferdinando Taverna † (15 ottobre 1596 - 17 marzo 1598) (collettore)
  - Decio Carafa † (17 marzo 1598 - 1604) (collettore)
  - Fabrizio Caracciolo † (22 dicembre 1604 - 31 gennaio 1609) (collettore)
  - Gasparo Albertoni † (31 gennaio 1609 - 1614 deceduto) (collettore)
  - Ottavio Accoramboni † (4 giugno 1614 - 4 giugno 1620) (collettore)
  - Vincenzo Landinelli † (4 giugno 1620 - 15 settembre 1621) (collettore)
  - Antonio Albergati † (15 settembre 1621 - 27 febbraio 1624) (collettore)
  - Giovanni Battista Maria Pallotta † (8 giugno 1624 - 6 giugno 1626) (collettore)
  - Lorenzo Tramalli † (12 aprile 1627 - 30 settembre 1634) (collettore)
  - Alessandro Castracani † (30 settembre 1634 - 1640) (collettore)
  - Girolamo Battaglia † (15 novembre 1640 - 30 settembre 1646) (collettore)
  - Vincenzo Nobili † (18 febbraio 1647 - dopo il 1650) (collettore)
- Francesco Ravizza † (12 agosto 1670 - 12 aprile 1673 dimesso)
- Marcello Durazzo † (12 aprile 1673 - 5 maggio 1685 nominato nunzio apostolico in Spagna)
- Francesco Niccolini † (10 ottobre 1685 - 24 gennaio 1690 nominato nunzio apostolico in Francia)
- Sebastiano Antonio Tanara † (26 maggio 1690 - 15 marzo 1692 nominato nunzio apostolico presso l'imperatore)
  - Francesco Maria Abbati (gennaio 1692 - giugno 1692) (internunzio)
- Giorgio Cornaro † (12 maggio 1692 - 22 luglio 1697 creato cardinale)
- Michelangelo dei Conti † (24 marzo 1698 - 7 giugno 1706 creato cardinale)
- Vincenzo Bichi † (14 settembre 1709 - 1720 ritirato)
- Giuseppe Firrao il Vecchio † (28 settembre 1720 - 11 dicembre 1730 nominato arcivescovo, titolo personale, di Aversa)
- Gaetano de Cavalieri † (27 marzo 1732 - prima del 6 novembre 1738 deceduto)
- Giacomo Oddi † (25 febbraio 1739 - 9 settembre 1743 creato cardinale)
- Luca Melchiore Tempi † (22 gennaio 1744 - 26 novembre 1753 creato cardinale)
- Filippo Acciaioli † (28 gennaio 1754 - 23 febbraio 1761 espulso dal Portogallo)
- Vincenzo Ranuzzi † (26 febbraio 1782 - 14 febbraio 1785, nominato arcivescovo, titolo personale, di Ancona e Numana)
- Carlo Bellisomi † (7 maggio 1785 - 21 febbraio 1794, nominato cardinale presbitero di Santa Maria della Pace)
- Bartolomeo Pacca † (21 marzo 1794 - 23 febbraio 1801 creato cardinale)
- Lorenzo Caleppi † (23 dicembre 1801 - 8 marzo 1816 creato cardinale)[2]
- Giovan Francesco Compagnoni Marefoschi † (20 dicembre 1816 - 17 settembre 1820 deceduto)
- Giacomo Filippo Fransoni † (21 gennaio 1823 - 2 ottobre 1826 creato cardinale)
- Alessandro Giustiniani † (24 aprile 1827 - 2 luglio 1832 pubblicato cardinale)
- Filippo de Angelis † (13 novembre 1832 - 15 febbraio 1838 nominato arcivescovo, titolo personale, di Montefiascone e Corneto)
  - Francesco Capaccini † (1º novembre 1841 - 7 febbraio 1844 dimesso) (internunzio apostolico)
- Camillo Di Pietro † (7 febbraio 1844 - 16 giugno 1856 pubblicato cardinale)
- Innocenzo Ferrieri † (16 giugno 1856 - 13 marzo 1868 creato cardinale-presbitero di Santa Cecilia)
- Luigi Oreglia di Santo Stefano † (29 maggio 1868 - 22 dicembre 1873 creato cardinale)
- Domenico Sanguigni † (25 agosto 1874 - 19 settembre 1879 dimesso)
- Gaetano Aloisi Masella † (30 settembre 1879 - 25 giugno 1883 dimesso)
- Vincenzo Vannutelli † (3 ottobre 1883 - 23 giugno 1890 creato cardinale)
- Domenico Maria Jacobini † (16 giugno 1891 - 22 giugno 1896 creato cardinale)
- Andrea Aiuti † (26 settembre 1896 - 12 novembre 1903 creato cardinale presbitero di San Girolamo dei Croati)
- Giuseppe Macchi † (gennaio 1904 - 7 giugno 1906 deceduto)
- Giulio Tonti † (4 ottobre 1906 - 25 ottobre 1910 dimesso)
  - Sede vacante (1910-1918)
- Achille Locatelli † (13 luglio 1918 - 11 dicembre 1922 creato cardinale)
- Sebastiano Nicotra † (30 maggio 1923 - 16 marzo 1928 dimesso)
- Giovanni Beda Cardinale, O.S.B. † (18 giugno 1928 - 1º dicembre 1933 deceduto)
- Pietro Ciriaci † (9 gennaio 1934 - 12 gennaio 1953 creato cardinale presbitero Santa Prassede)
- Fernando Cento † (26 ottobre 1953 - 1958 dimesso)
- Giovanni Panico † (25 gennaio 1959 - 19 marzo 1962 creato cardinale)
- Maximilien de Fürstenberg † (28 aprile 1962 - 26 giugno 1967 dimesso)
- Giuseppe Maria Sensi † (8 luglio 1967 - 14 maggio 1976 dimesso)
- Angelo Felici † (14 maggio 1976 - 27 agosto 1979 nominato nunzio apostolico in Francia)
- Sante Portalupi † (15 dicembre 1979 - 31 marzo 1984 deceduto)
- Salvatore Asta † (21 luglio 1984 - 31 luglio 1989 ritirato)
- Luciano Angeloni † (31 luglio 1989 - 15 marzo 1993 ritirato)
- Edoardo Rovida (15 marzo 1993 - 12 ottobre 2002 ritirato)
- Alfio Rapisarda (12 ottobre 2002 - 8 novembre 2008 ritirato)
- Rino Passigato (8 novembre 2008 - 4 luglio 2019 ritirato)
- Ivo Scapolo (29 agosto 2019 - 23 maggio 2025 ritirato)